# Crianlarich/Balquhidder
Crianlarich/Balquhidder - pasmo w Grampianach Centralnych, w Szkocji. Pasmo to graniczy z Alpami Cowal i Arrochar i pasmem Tyndrum na zachodzie, z Wzgórzami Glen Lochay na północy, pasmem Grupą Loch Earn na wschodzie oraz z pasmem Ben Lomond, Luss i The Trossachs na południu. Najwyższym szczytem jest Ben More, który osiąga wysokość 1174 m.
Najważniejsze szczyty:
- Ben More (1174 m),
- Stob Binnein (1165 m),
- Cruach Ardrain (1046 m).